# Shane Hanna
Shane Hanna (* 2. Mai 1994 in New Westminster, British Columbia) ist ein kanadischer Eishockeyspieler, der seit Juli 2023 bei den Starbulls Rosenheim aus der DEL2 unter Vertrag steht. Zuvor war der Verteidiger unter anderem für die Texas Stars in der American Hockey League (AHL) sowie in einigen ersten Ligen Europas aktiv.

## Karriere
Hanna spielte während seiner Juniorenzeit in der Saison 2010/11 zunächst für die Osoyoos Coyotes in der Kootenay International Junior Hockey League (KIJHL). In dieser Spielzeit gewann der Verteidiger mit dem Team die Meisterschaft der Liga und wurde zudem als Rookie of the Year ausgezeichnet. Zum Saisonende erhielt er daraufhin erste Einsätze für die Penticton Vees in der höherklassigen British Columbia Hockey League (BCHL), die er kurz nach dem Beginn des Spieljahres 2011/12 in Richtung des Ligakonkurrenten Salmon Arm Silverbacks verließ. Für die Silverbacks lief Hanna bis zum Ende der Saison 2012/13 auf, bevor er für die folgenden vier Jahre ab dem Sommer 2013 ein Studium an der Michigan Technological University verfolgte. Parallel dazu lief er für das Universitätsteam im Spielbetrieb der National Collegiate Athletic Association (NCAA) auf und wurde in den folgenden vier Jahren in zahlreiche Auswahlteams berufen. Der größte Erfolg war jedoch der Gewinn der Broadmoor Trophy im Frühjahr 2017, woran der Abwehrspieler als wertvollster Spieler des Finalturniers maßgeblichen Anteil hatte.
Zur Saison 2017/18 wurde der ungedraftete Free Agent von den Texas Stars aus der American Hockey League (AHL) unter Vertrag genommen und kam dort im Saisonverlauf zu 20 Einsätzen, während er parallel bei deren Farmteam, den Idaho Steelheads, in der ECHL zu weiteren 49 Spielen kam. Die Spielzeit 2018/19 verbrachte Hanna komplett bei den Texas Stars in der AHL. Im Juli 2019 verließ der Kanadier den nordamerikanischen Kontinent und wechselte zu den Rungsted Seier Capital in die dänische Metal Ligaen. Dort wusste er in der Offensive zu überzeugen und krönte sein zweites Jahr in Rungsted mit dem Gewinn des dänischen Meistertitel. Er wurde zudem in das All-Star-Team der dänischen Liga gewählt. Nach zwei erfolgreichen Spielzeiten in Dänemark, in denen er beide Male punktbester Verteidiger der gesamten Liga geworden war, wechselte Hanna zum italienischen Klub HC Pustertal in die ICE Hockey League. Im darauffolgenden Jahr heuerte er bei HKM Zvolen aus der slowakischen Extraliga an, mit dem er die Vizemeisterschaft feierte
Im Mai 2023 wurde der Defensivspieler vom DEL2-Aufsteiger Starbulls Rosenheim für die Saison 2023/24 verpflichtet. Nach dem Ende der Spielzeit und dem erfolgreichen Klassenerhalt in den Playdowns wurde im März 2024 die Verlängerung seines Vertrages bis zum Sommer 2026 bekannt gegeben.

## Erfolge und Auszeichnungen
| - 2011 KIJHL-Meisterschaft mit den Osoyoos Coyotes - 2011 KIJHL Rookie of the Year - 2013 BCHL Interior First All-Star Team - 2014 WCHA All-Rookie Team - 2015 WCHA Third All-Star Team - 2016 WCHA Third All-Star Team - 2016 WCHA All-Academic Team | - 2017 Broadmoor-Trophy-Gewinn mit der Michigan Technological University - 2017 WCHA Tournament Most Valuable Player - 2017 WCHA Second All-Star Team - 2021 Dänischer Meister mit den Rungsted Seier Capitals - 2021 Metal Ligaen All-Star Team - 2023 Slowakischer Vizemeister mit dem HKM Zvolen |

## Karrierestatistik
Stand: Ende der Saison 2024/25
(Legende zur Spielerstatistik: Sp oder GP = absolvierte Spiele; T oder G = erzielte Tore; V oder A = erzielte Assists; Pkt oder Pts = erzielte Scorerpunkte; SM oder PIM = erhaltene Strafminuten; +/− = Plus/Minus-Bilanz; PP = erzielte Überzahltore; SH = erzielte Unterzahltore; GW = erzielte Siegtore; 1 Play-downs/Relegation; Kursiv: Statistik nicht vollständig)